# Slupskjulsvägen

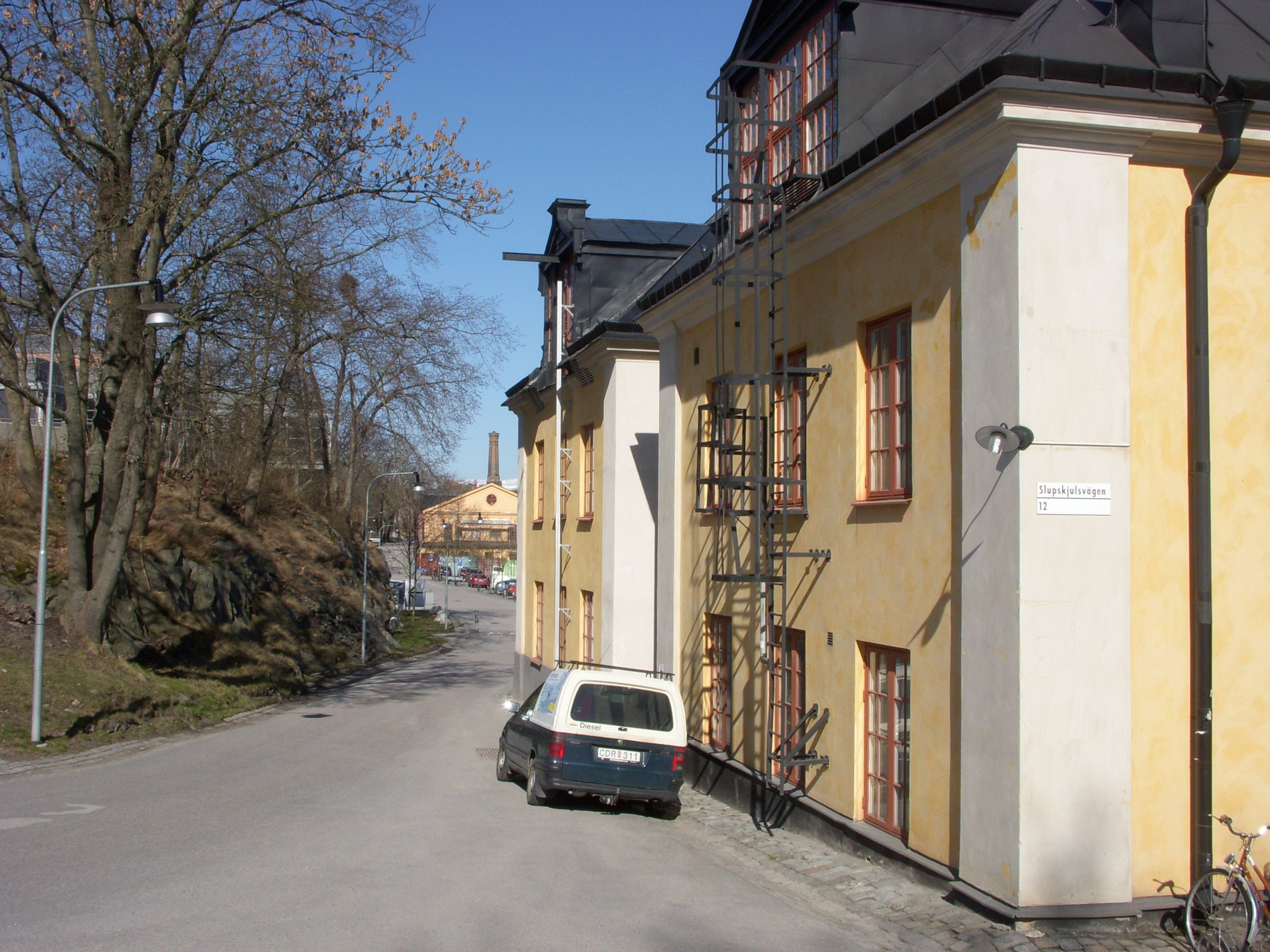
Slupskjulsvägen mot norr i höjd med Skeppsholmens folkhögskola

Slupskjulsvägen är en gata på Skeppsholmen i Stockholm. Den sträcker sig från Svensksundsvägen mot norr bakom Moderna museet på Skeppsholmens östra sida. 
Namnet härrör från Stora slupskjulet som uppfördes 1840–1841 för uppläggning av kanonslupar. På 1860-talet utnyttjades byggnaden som förråd för olika ändamål. Stora slupskjulet revs 1970 i samband med örlogsstationens flytt till Musköbasen. Gatan fick sitt nuvarande namn 1972.
Längs gatans finns några intressanta byggnader, som Norra och Södra fundamenten (med bland annat Skeppsholmens folkhögskola), Teater Galeasen (i Flottans tidigare Torpeddepartementet och Råseglarhuset.